# Łąkie (jezioro w powiecie strzelecko-drezdeneckim)
Łąkie – jezioro w woj. lubuskim, w powiecie strzelecko-drezdeneckim, w gminie Drezdenko, leżące na terenie Kotliny Gorzowskiej, w zachodniej części Puszczy Noteckiej.

## Hydronimia
Do 1945 roku jezioro nazywane było Lunken See. 17 września 1949 roku wprowadzono nazwę Łąkie. Obecnie państwowy rejestr nazw geograficznych jako nazwę główną jeziora podaje Łąkie, jednocześnie wymienia nazwy oboczne: Jezioro Łąkie, Jezioro Spalone, Jezioro Witalskie.

## Morfometria
Według danych Instytutu Rybactwa Śródlądowego powierzchnia zwierciadła wody jeziora wynosi 65,4 ha. Średnia głębokość zbiornika wodnego to 3,9 m, a maksymalna – 8,8 m. Lustro wody znajduje się na wysokości 35,7 m n.p.m. Objętość jeziora wynosi 2 573,7 tys. m³. Natomiast A. Choiński określił poprzez planimetrowanie na mapach 1:50000 wielkość jeziora na 62,5 ha.
Według Mapy Podziału Hydrograficznego Polski jezioro leży na terenie zlewni siódmego poziomu Zlewnia jez. Łąkie. Identyfikator MPHP to 1889641.

## Zagospodarowanie
W systemie gospodarki wodnej jezioro tworzy jednolitą część wód o kodzie PLLW10877. Administratorem wód jeziora jest Regionalny Zarząd Gospodarki Wodnej w Poznaniu. Utworzył on obwód rybacki, który obejmuje wody jezior: Łąkie, i Gostomie (Boruckie) wraz z wodami cieku bez nazwy od jego źródeł do ujścia do kanału Gościmka oraz wody dopływów tych jezior (Obwód rybacki Jeziora Łąkie na cieku bez nazwy w zlewni kanału Gościmka – Nr 1). Od czasu reformy prawa wodnego w 2017 r. jezioro trafiło do regionu wodnego Noteci zarządzanego przez Regionalny Zarząd Gospodarki Wodnej w Bydgoszczy. Gospodarkę rybacką prowadzi na jeziorze Polski Związek Wędkarski Okręg w Gorzowie Wielkopolskim.

## Czystość wód i ochrona środowiska
Jezioro znajduje się na obszarze chronionego krajobrazu "Pojezierze Puszczy Noteckiej". Dodatkowo jezioro leży w granicach dwóch obszarów sieci Natura 2000: specjalnego obszaru ochrony siedlisk „Jeziora Gościmskie” PLH080036 i obszaru specjalnej ochrony ptaków „Puszcza Notecka” PLB300015.
W 2002 roku przeprowadzono badania czystości wód jeziora. W ich wyniku oceniono czystość wód na ówczesną II klasę, przy czym większość badanych wskaźników mieściła się w granicach I i II klasy. Oceniono, że wody jeziora są średnio odporne na degradację, wpływ na to ma niewielki procent wymiany wód w ciągu roku oraz przewaga lasów w zlewni bezpośredniej, problemem jest natomiast niewielka objętość akwenu w porównaniu do długości jego linii brzegowej, brak stratyfikacji wód oraz niewielka średnia głębokość. W 2021 wykonano klasyfikację stanu ekologicznego i chemicznego wód. Stan ichtiofauny zdecydował o umiarkowanym stanie ekologicznym, a stan chemiczny został określony jako poniżej dobrego. Podczas badań jezioro charakteryzowało się dużą przeźroczystością wód dochodzącą do 2,6 metra.